# حيرام بيل
حيرام بيل (بالإنجليزية: Hiram Bell)‏ هو محامي وسياسي أمريكي، ولد في 22 أبريل 1808 في الولايات المتحدة، وتوفي في 21 ديسمبر 1855 في نفس البلد. حزبياً، نشط في حزب اليمين. وقد انتخب عضو مجلس نواب أوهايو وانتخب عضو مجلس النواب الأمريكي.